# Jednostka regionalna Arkadia
Jednostka regionalna Arkadia (gr. Περιφερειακή ενότητα Αρκαδίας) – jednostka administracyjna Grecji w regionie Peloponez. Powołana do życia 1 stycznia 2011, liczy 77 tys. mieszkańców (2021).
W skład jednostki wchodzą gminy:
- Tripoli (1),
- Woria Kinuria (2),
- Gortinia (3),
- Notia Kinuria (4),
- Megalopolis (5).